# Polspoel & Desmet
Polspoel & Desmet was een politiek debatprogramma dat van 2001 tot 2006 door de Vlaamse commerciële zender VTM uitgezonden werd.
Presentatoren Guy Polspoel en Yves Desmet gingen wekelijks in debat met de politicus of politica die die week in de belangstelling stond. Zij kozen daarbij voor het harde interview en confronteerden hun praatgast tussendoor met vooraf opgenomen uitspraken van voor- of tegenstanders.
In 2006 besliste de VTM-directie dat een dergelijk debatprogramma niet meer thuishoort op een commerciële zender en werd het programma stopgezet.

## Afleveringen
- Seizoen 1: 5 september 2001 - 29 mei 2002
- Seizoen 2: 4 september 2002 - 4 juni 2003
- Seizoen 3: 3 september 2003 - 21 mei 2004
- Seizoen 4: 3 september 2004 - 27 mei 2005
- Seizoen 5: 2 september 2005 - 26 mei 2006

## Boeken
- Jan VAN DEN BERGHE, Polspoel en Desmet - In de schaduw van de Wetstraat , Borgerhoff & Lamberigts, 2013. ISBN 978-90-893-1345-4